# アミメトビエイ
アミメトビエイ(Aetomylaeus vespertilio) は、トビエイ目のエイの一種。

## 分布・生息地
オーストラリア、中国、インド、インドネシア、マレーシア、モルディブ、モザンビーク、パラオ、フィリピン、セーシェル、南アフリカ、台湾、タイに分布。日本では沖縄でごく稀に捕獲され、沖縄美ら海水族館に標本が展示されている。海岸から水深110 mまでのサンゴ礁、砂地、泥地に生息。

## 形態
体は褐色で、黒い模様が入り、前方は網目模様、後方は水玉模様になる。体盤幅は240 cm、尾は非常に長く、全長は4 mを超える。尾にも模様があり、棘は無い。

## 生態
寿命は15年で、最大24年。卵胎生であり、繁殖力は低く、産仔数は4 - 6。サメなどの天敵から逃げるため、海面から数m飛び跳ねることがある。

## 人との関わり
底引網、刺し網で捕獲され、食用として販売される。非常に稀な種であり、生態などはよく分かっていない。国際自然保護連合(IUCN)によって絶滅危惧種に指定されている。